# Ulis Williams
Ulis Williams, född 24 oktober 1941 i Hollandale i Mississippi, är en före detta amerikansk friidrottare.
Williams blev olympisk mästare på 4 x 400 meter vid sommarspelen 1964 i Tokyo.